# Büren zum Hof
Büren zum Hof es una localidad y antigua comuna suiza del cantón de Berna, situada en el distrito administrativo de Berna-Mittelland.
Hasta el 31 de diciembre de 2009 estaba situada en el distrito de Fraubrunnen. Y el 1 de enero de 2014 las comunas de Büren zum Hof, Etzelkofen, Grafenried, Limpach, Mülchi, Schalunen y Zauggenried se fusionaron en la comuna de Fraubrunnen. 

## Evolución Demográfica
| Gráfica de evolución de Büren zum Hof entre 1764 y 2011 |
|                                                         |